# قیزیل یولدوز
قیزیل یولدوز (به لاتین: Kyzyl-Yulduz) یک منطقه مسکونی درجمهوری آذربایجان است که در شهرستان خیزی واقع شده‌است.